# کوه ننگتود
کوه ننگتود (به لاتین: Mount Nangtud) یک منطقهٔ مسکونی در فیلیپین است که در Jamindan واقع شده‌است. کوه ننگتود ۲٬۰۷۴ متر بالاتر از سطح دریا واقع شده‌است.